# Jonas Hain
Jonas Hain (* 23. August 1991 in München) ist ein deutscher Komponist, Pianist und Schauspieler.

## Leben
Jonas Hain ist der Sohn der Schauspielerin Jeanette Hain. Geboren in München, lebt und arbeitet er heute in Berlin.
Nach dem Abitur war Hain zunächst als Schauspieler und Techno-DJ tätig. Inspiriert durch ein Praktikum bei einem befreundeten Filmkomponisten entschloss sich Hain, seinen musikalischen Fokus neu auszurichten und sich fortan mit klassischer Musik zu beschäftigen. Bis 2017 studierte Hain Music Production und Audio Engineering am Abbey Road Institute in Berlin. Während seines Studiums komponierte er sein Debüt-Album Solopiano, das er 2018 veröffentlichte.

## Diskografie
- Solopiano, 2018
- MMXV, 2018

## Filmografie
- 2009: Liebling, weck die Hühner auf
- 2010: Der Kriminalist – Tod gegen Liebe
- 2011: SOKO München – Hals über Kopf
- 2011: Die Pfefferkörner – Autobrandstifter
- 2011: The Big Black
- 2012: Alarm für Cobra 11 – Schlangennest
- 2013: SOKO Köln – In der Falle
- 2013: Salzwasser (Kurzfilm)
- 2013: Kontakt (Kurzfilm)
- 2014: Schmidt – Chaos auf Rezept – Hochzeitstag